# Лазо (Крым)
Лазо́ (до 1948 года Кырмачи́; укр. Лазо, крымскотат. Qırmaçı, Къырмачы) — исчезнувшее село в Белогорском районе Республики Крым, на территории Новожиловского сельсовета. Располагалось на крайнем северо-западе района, в степной зоне Крыма, примерно в 4,5 км к западу от современного села Тургенево.

## История
Первое документальное упоминание села встречается в Камеральном Описании Крыма… 1784 года, судя по которому, в последний период Крымского ханства Колджи кимаджи входил в Ашага Ичкийский кадылык Акмечетского каймаканства. После присоединения Крыма к России (8) 19 апреля 1783 года, (8) 19 февраля 1784 года, именным указом Екатерины II сенату, на территории бывшего Крымского Ханства была образована Таврическая область и деревня была приписана к Симферопольскому уезду. После Павловских реформ, с 1796 по 1802 год, входила в Акмечетский уезд Новороссийской губернии. По новому административному делению, после создания 8 (20) октября 1802 года Таврической губернии, Кирмачи был включён в состав Кадыкойской волости Симферопольского уезда.
По Ведомости о всех селениях в Симферопольском уезде состоящих с показанием в которой волости сколько числом дворов и душ… от 9 октября 1805 года, в деревне Кирмачи Кадыкойской волости числилось 28 дворов и 162 жителя, исключительно крымских татар. На военно-топографической карте генерал-майора Мухина 1817 года обозначена деревня Кирманше с 26 дворами. После реформы волостного деления 1829 года деревню Керменчи, согласно «Ведомости о казённых волостях Таврической губернии 1829 года», переподчинили из Кадыкойской волости в Айтуганскую. На карте 1836 года в деревне Кырмачи 33 двора, как и на карте 1842 года.
В 1860-х годах, после земской реформы Александра II, деревню приписали к Зуйской волости. В «Списке населённых мест Таврической губернии по сведениям 1864 года», составленном по результатам VIII ревизии 1864 года, Кермачи — владельческая уже русская деревня с 17 дворами и 27 жителями при колодцах . По обследованиям профессора А. Н. Козловского начала 1860-х годов, в селении имелись колодцы с пресной водой глубиной 10—15 саженей (21—33 м). На трёхверстовой карте Шуберта 1865—1876 годов в деревне Кырманчи показаны 10 дворов. В «Памятной книге Таврической губернии 1889 года», включившей результаты Х ревизии 1887 года, записан Кермачи с 21 двором и 103 жителями.
После земской реформы 1890 года, Кирмачи отнесли к Табулдинской волостии. Согласно «…Памятной книжке Таврической губернии на 1892 год», в деревне Кирмачи, входившей в Айтуганское сельское общество, числилось 26 жителей в 4 домохозяйствах, все безземельные. По «…Памятной книжке Таврической губернии на 1902 год» в деревне Кирмачи, входившей в Айтуганское сельское общество, числилось 105 жителей в 12 домохозяйствах. На 1914 год в селении действовала земская школа. По Статистическому справочнику Таврической губернии. Ч.II-я. Статистический очерк, выпуск шестой Симферопольский уезд, 1915 год, в деревне Кирмачи Табулдинской волости Симферопольского уезда числилось 37 дворов с русским населением в количестве 110 человек приписных жителей и 48 — «посторонних», из которых 80 мужчин и 78 женщин. Жители владели 1012 десятинами удобной земли. В хозяйствах имелось 50 лошадей, 26 волов, 20 коров и 20 голов мелкого скота.
После установления в Крыму Советской власти и учреждения 18 октября 1921 года Крымской АССР в составе Симферопольского уезда был образован Биюк-Онларский район, в состав которого включили село. В 1922 году уезды получили название округов. 11 октября 1923 года, согласно постановлению ВЦИК, в административное деление Крымской АССР были внесены изменения, в результате которых был ликвидирован Биюк-Онларский район, а село включили в состав Симферопольского района. Согласно Списку населённых пунктов Крымской АССР по Всесоюзной переписи 17 декабря 1926 года, в селе Кырмачи Чонгравского сельсовета Симферопольского района, числилось 52 двора, из них 51 крестьянский, население составляло 256 человек, из них 203 русских и 53 татарина. Постановлением КрымЦИКа от 15 сентября 1930 года был вновь создан Биюк-Онларский район (указом Президиума Верховного Совета РСФСР № 621/6 от 14 декабря 1944 года переименованный в Октябрьский), теперь как немецкий национальный, и Кырмачи включили в его состав.
После освобождения Крыма от фашистов в апреле, 12 августа 1944 года было принято постановление № ГОКО-6372с «О переселении колхозников в районы Крыма» и в сентябре 1944 года в район приехали первые новоселы (57 семей) из Винницкой и Киевской областей, а в начале 1950-х годов последовала вторая волна переселенцев из различных областей Украины. С 25 июня 1946 года селение в составе Крымской области РСФСР. Указом Президиума Верховного Совета РСФСР от 18 мая 1948 года Кырмачи переименовали в Лазо. 26 апреля 1954 года Крымская область была передана из состава РСФСР в состав УССР. Время включения в Амурский сельсовет пока не установлено: на 15 июня 1960 года село уже числилось в его составе. Указом Президиума Верховного Совета УССР «Об укрупнении сельских районов Крымской области», от 30 декабря 1962 года Октябрьский район упразднили и Тургенево присоединили к Бахчисарайскому району, а с 1 января 1965 года, указом Президиума ВС УССР «О внесении изменений в административное районирование УССР — по Крымской области», включили в состав Белогорского. Упразднено между 1 июня 1977 года (на эту дату село ещё числилось в составе совета) и 1985 годом (в перечнях административно-территориальных изменений после этой даты не упоминается)..

### Динамика численности населения
| - 1805 год — 162 чел. - 1864 год — 27 чел. - 1889 год — 103 чел. - 1892 год — 26 чел. | - 1902 год — 105 чел. - 1915 год — 110/48 чел. - 1926 год — 256 чел. |